# Forces armées kirghizes
Les forces armées kirghizes sont constituées d'une armée de terre, d'une armée de l'air et de garde-frontières.

Écusson des forces armées kirghizes.

Elles ont un budget de 1,4 milliard de soms en 2007 selon l'International Institute for Strategic Studies (IISS). Le commandant en chef des forces armées est le président de la République.
Elles disposent de 10 900 militaires actifs, 10 000 réservistes et de 9 500 paramilitaires principalement composés de gardes-frontières et de gendarmes. Les États-Unis disposaient par ailleurs d'une base aérienne à Manas, à 25 km de la capitale Bichkek, dans le cadre d'un accord signé avec le Kirghizistan en décembre 2001. Les dernières troupes américaines quittent la base en juin 201412,13. La location de la base par les États-Unis s'est officiellement terminée le 11 juillet 2014.
La Russie maintient une présence militaire dans le pays, comprenant un escadron d'avions d'attaque au sol Su-25SM sur la base aérienne de Kant, qu'elle loue depuis 2003. En 2020, il était prévu d'ajouter des systèmes de défense aérienne et des drones à la base aérienne russe. En 2020, le Kirghizistan a augmenté ses cotisations annuelles, apparemment parce que les forces russes utilisent plus de terres que prévu dans l'accord de 2003. Des discussions sont en cours sur une éventuelle deuxième base russe. Il existe peu d’industrie de défense locale. Les liens de défense bilatéraux avec l'Inde ont augmenté et un groupe de travail conjoint a été formé sur une coopération du secteur de la défense.

## Armée de terre

Écusson de l'armée de terre kirghize.

Son équipement, aussi bien pour l'infanterie que pour les blindés, est en grande partie hérité des unités de l'Armée rouge stationnées sur le territoire kirghize après l'effondrement de l'URSS en 1991. Les missions de l'armée de terre sont le respect de l'intégrité territoriale du Kirghizistan et la lutte antiterroriste. Une formation conjointe est organisée avec les pays de la région, y compris sur les exercices antiterroristes. En 2021, les forces spéciales indiennes et kirghizes ont organisé la huitième édition d'exercices bilatéraux Khanjar, axés sur la guerre en montagne. Les forces armées possèdent des équipements terrestres généralement vieillissants, s’appuyant plutôt sur le soutien, la formation et les déploiements russes.
À la suite de l'investiture du président Sadyr Japarov début février 2021, le ministère de la Défense est rétabli après une interruption de sept ans. Après avoir signé la nouvelle Constitution du Kirghizistan en mai 2021, le président Japarov appelle à une réforme de l'armée, en particulier à la nécessité « d'organiser l'armée selon le principe d'unités spéciales, entièrement entraînées et équipées technologiquement pour mener des opérations militaires dans des zones montagneuses». Il appelle également en même temps à la création de « gardes du peuple », qui, selon lui, assureront la mobilisation de la population vivant dans les zones frontalières.

### Équipements
Le tableau suivant répertorie les équipements de l'armée kirghize, la branche terrestre des forces armées,.

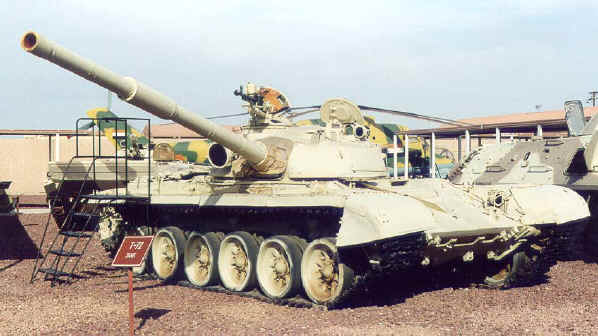
Le char de combat T-72, équipant majoritairement l'armée de terre kirghize.

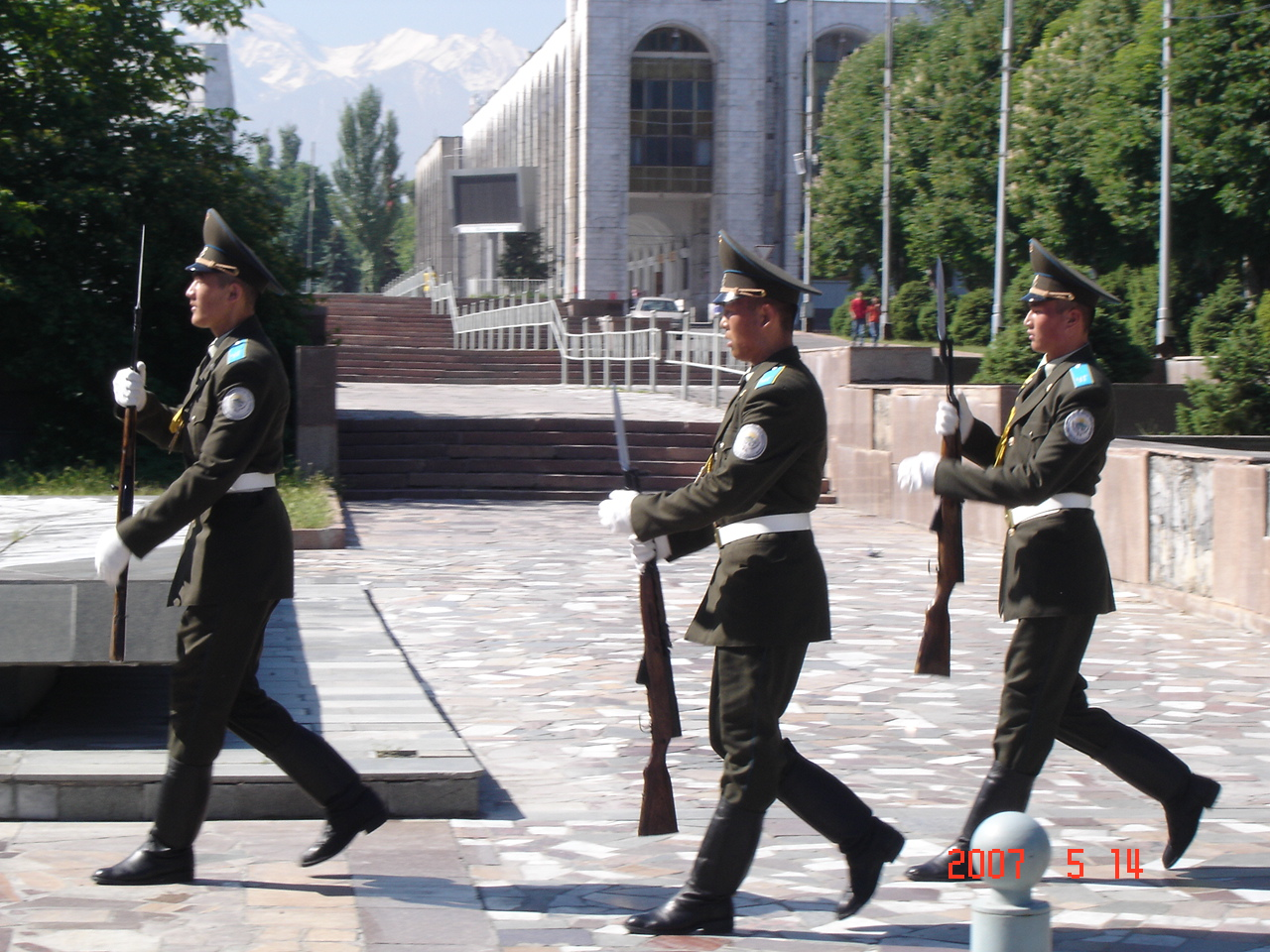
Défilé de soldats kirghiz sur la place principale de Bichkek en 2007.

| Type                                    | Modèle                  | Origine                   | Quantité (2023) | Remarques                                |
| --------------------------------------- | ----------------------- | ------------------------- | --------------- | ---------------------------------------- |
| Char de combat principal                | T-72                    | Russie / Union soviétique | 150             |                                          |
| Véhicule de combat d'infanterie         | BMP-1                   | Union soviétique          | 230             |                                          |
| Véhicule de combat d'infanterie         | BMP-2                   | Russie / Union soviétique | 90              |                                          |
| Véhicule de reconnaissance              | BRDM-2 BRDM-2M          | Union soviétique          | 30 9            |                                          |
| Véhicule blindé de transport de troupes | BTR-70 BTR-70M          | Russie / Union soviétique | 25 20           |                                          |
| Véhicule blindé de transport de troupes | BTR-80                  | Russie / Union soviétique | 10              |                                          |
| Véhicule utilitaire blindé              | Gaz Tigr                | Russie                    | 54              | En dotation auprès des gardes frontières |
| Véhicule utilitaire blindé              | EQ2050 (en)             | Chine                     | N/C             |                                          |
| Véhicule utilitaire blindé              | CS/VN3 Dajiang          | Chine                     | N/C             |                                          |
| Véhicule utilitaire blindé              | Tiger APC Shaanxi Baoji | Chine                     | N/C             |                                          |
| Canon sans recul                        | SPG-9                   | Union soviétique          | N/C             |                                          |
| Canon anti chars                        | MT-12 Rapira            | Union soviétique          | 18              |                                          |
| Canon anti chars                        | M1944                   | Union soviétique          | 18              |                                          |
| Obusier automoteur                      | 2S1 Gvozdika            | Union soviétique          | 18              |                                          |
| Mortier automoteur                      | 2S9 NONA-S              | Union soviétique          | 12              |                                          |
| Obusier                                 | D-30                    | Union soviétique          | 72              |                                          |
| Obusier                                 | M-30                    | Union soviétique          | 35              |                                          |
| Obusier                                 | D-1                     | Union soviétique          | 16              |                                          |
| Lance roquettes multiple                | BM-21 Grad              | Russie / Union soviétique | 15              |                                          |
| Lance roquettes multiple                | BM-27 Ouragan           | Russie / Union soviétique | 6               |                                          |
| Mortier                                 | M-120                   | Union soviétique          | 48              |                                          |
| Mortier                                 | 2S12 Sani               | Union soviétique          | 6               |                                          |

## Force aérienne

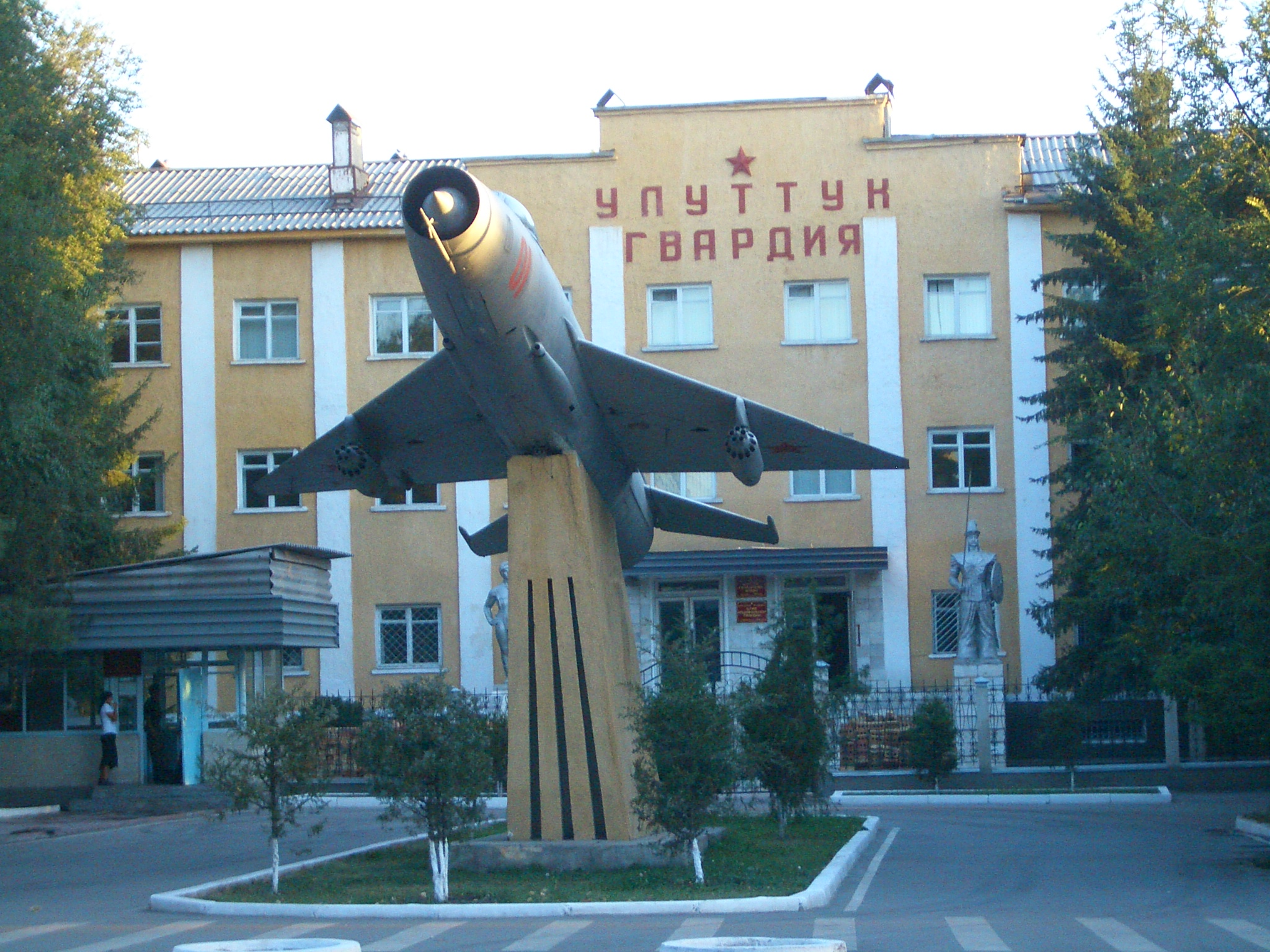
Monument avec un MiG-21F dans le centre-ville de Bichkek en 2007. L'inscription Улуттук гвардия signifie « Garde nationale ».

La force aérienne kirghize est très limitée. En 2023, elle ne dispose d'aucun avion de combat, ses derniers Mig-21 ont été vendus à certains pays baltes pour être utilisés comme cibles d'entraînement. Après la chute de l'Union soviétique, le Kirghizistan est frappé par de très gros problèmes de financement et se débarrasse d'une grande partie de sa flotte aérienne en la revendant à d'autres pays : en 2004, deux Mi-8 achetés au Kazakhstan sont vendus aux États-Unis et un Mi-8 à la Russie ; en 2006, un Mi-8 et quatre An-2 sont vendus aux États-Unis et deux Mi-8 à la Russie ; en 2007, un Mi-8 est vendu aux États-Unis. 

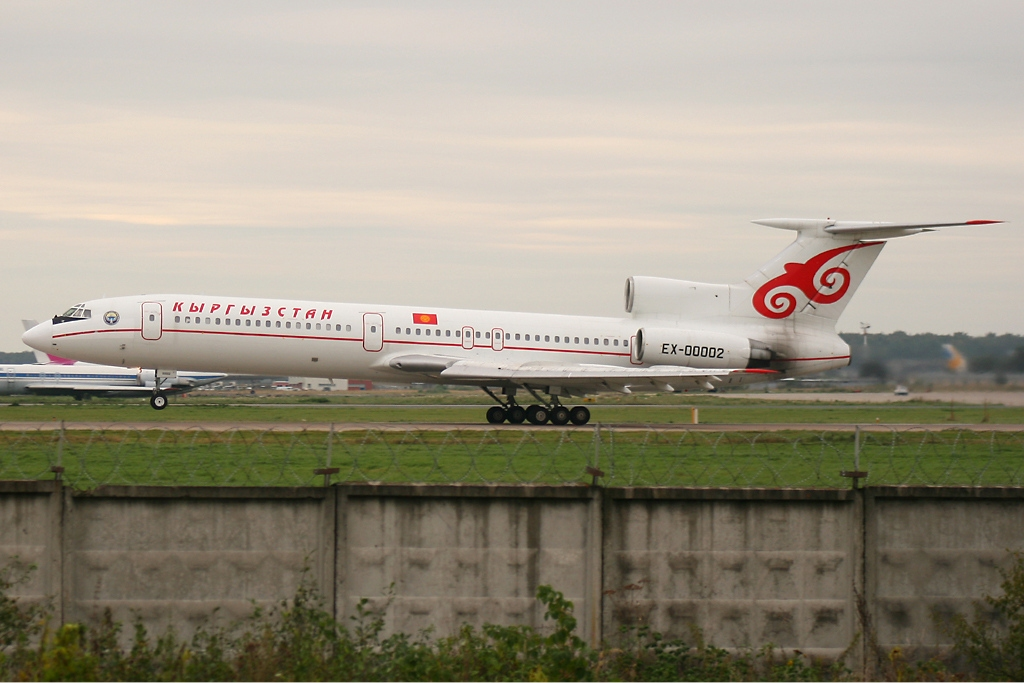
Tupolev Tu-154 du gouvernement kirghiz.

En 2000, la force aérienne kirghize tente de vendre deux Mi-24 via la Slovaquie au Liberia (un avion a été livré au client, le second est resté en Slovaquie), quatre versions d'entraînement du MiG-21 sont envoyées en Roumanie (après la vente des réparations à la Croatie), en 2003, 19 versions d'entraînement du MiG-21 sont envoyés en Inde, et en 2008, six Mi-8 sont achetés par le Canada (pour l'Afghanistan). Parallèlement, le ministère de la Défense du Kirghizistan au début des années 2000 vend certains de ses avions à des collectionneurs privés. Par exemple, l'Américain D. Kirlin a acheté neuf L-39, deux MiG-21 puis deux MiG-29 (ces deux avions étaient utilisés comme aide à l'entraînement à l'époque soviétique et étaient situées à Bichkek).
Selon des sources occidentales, fin 2008, l'aviation militaire du Kirghizistan disposait de huit Mi-8, six Mi-24 et trois L-39. Parallèlement, la formation du personnel navigant a été dispensée dans des établissements d'enseignement en Russie et au Kazakhstan et, depuis 2006, les pilotes kirghizes suivent une formation au pilotage à l'aérodrome de Kant. Depuis la Russie, deux An-26 sont livrés au Kirghizistan en août 2017 et deux Mi-8 en avril 2019. En 2016, deux Mi-24V sont rentrés au pays après des réparations en Russie.
L'aviation militaire du Kirghizistan n'a pas été sans pertes : en juillet 2014 et juillet 2018, deux Mi-8 ont été perdus dans des accidents.
| Aéronef                 | Origine                 | Type                     | Versions                      | En service (2023)    | Notes                                          |                      |
| Transport et liaison    | Transport et liaison    | Transport et liaison     | Transport et liaison          | Transport et liaison | Transport et liaison                           | Transport et liaison |
| ----------------------- | ----------------------- | ------------------------ | ----------------------------- | -------------------- | ---------------------------------------------- | -------------------- |
| Antonov An-26           | Union soviétique        | Avion de transport moyen | An-26 curl                    | 2                    |                                                |                      |
| Antonov An-2            | Union soviétique        | Avion de transport léger | AN-2 Colt                     | 2                    |                                                |                      |
| Tupolev Tu-154          | Union soviétique        | transport VIP            | Tu-154M                       | 0                    | EX-00001, EX-00002 - Transféré au gouvernement |                      |
| Boeing 737              | États-Unis              | transport VIP            | Boeing 737-484 Boeing 737-476 | 1 1                  |                                                |                      |
| Avion d'entraînement    |                         |                          |                               |                      |                                                |                      |
| Aero L-39               | Tchéquie                | avion d'attaque          | L-39                          | 4                    | 96 acquis auprès de l'ex-URSS.                 |                      |
| Hélicoptère             |                         |                          |                               |                      |                                                |                      |
| Mil Mi-24               | Union soviétique        | attaque                  | Mi-24                         | 2                    | 31 en stock                                    |                      |
| Mil Mi-17               | Union soviétique Russie | transport/attaque        | Mi-8 Mi-17                    | 8                    | 2 en stock                                     |                      |
| Drones                  |                         |                          |                               |                      |                                                |                      |
| TAI Aksungur            | Turquie                 | attaque                  |                               | 2                    |                                                |                      |
| Baykar Bayraktar TB2    | Turquie                 | attaque                  | TB2                           | N/C                  |                                                |                      |
| Baykar Bayraktar Akıncı | Turquie                 | attaque                  |                               | N/C                  |                                                |                      |
| Orlan-10                | Russie                  | reconnaissance           |                               | N/C                  |                                                |                      |
| WJ-100                  | Chine                   | reconnaissance           |                               | N/C                  |                                                |                      |

## Défense anti-aérienne
| Type                           | Modèle          | Quantité (2023) |  |
| ------------------------------ | --------------- | --------------- |  |
| Missile sol-air moyenne portée | S-75M3 Divina   | 6               |  |
| Missile sol-air courte portée  | S-125M1 Neva-M1 | 8               |  |
| SATCP (MANPADS)                | 9K32 Strela-2   | N/C             |  |
| Missile sol-air courte portée  | 9K35 Strela-10  | N/C             |  |
| Canon antiaérien automoteur    | ZSU-23-4 Shilka | 24              |  |
| Canon antiaérien               | S-60            | 24              |  |